# The Mystery of Edwin Drood (film, 1935)
Pour les articles homonymes, voir The Mystery of Edwin Drood.
Pour plus de détails, voir Fiche technique et Distribution.
The Mystery of Edwin Drood est un film américain réalisé par Stuart Walker, sorti en 1935.

## Synopsis
Adaptation du roman inachevé Le Mystère d'Edwin Drood de Charles Dickens.

## Fiche technique
- Titre : The Mystery of Edwin Drood
- Réalisation : Stuart Walker
- Scénario : Leopold Atlas, John L. Balderston, Bradley King et Gladys Unger d'après Le Mystère d'Edwin Drood de Charles Dickens
- Photographie : George Robinson
- Musique : Edward Ward
- Société de production : Universal Pictures
- Pays de production :  États-Unis
- Format : Noir et blanc - 1,37:1 - Mono
- Genre : Film dramatique, Film d'horreur
- Date de sortie :
  - États-Unis : 4 février 1935

## Distribution
- Claude Rains : John Jasper
- Douglass Montgomery : Neville Landless
- Heather Angel : Rosa Bud
- David Manners : Edwin Drood
- Francis L. Sullivan : Révérend Septimus Crisparkle
- Valerie Hobson : Helena Landless
- Zeffie Tilbury : La femme à l'opium
- Ethel Griffies : Mlle Twinkleton
- E. E. Clive : Maire Thomas Sapsea
- Walter Kingsford : Hiram Grewgious
- Forrester Harvey : Durdles
- J. M. Kerrigan : Chef Verger Tope
- Louise Carter : Mme Crisparkle
- Elsa Buchanan : Mme Tisher